# سبيدج عملاق

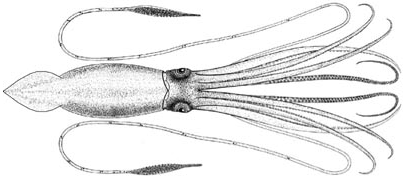
سبيدج عملاق

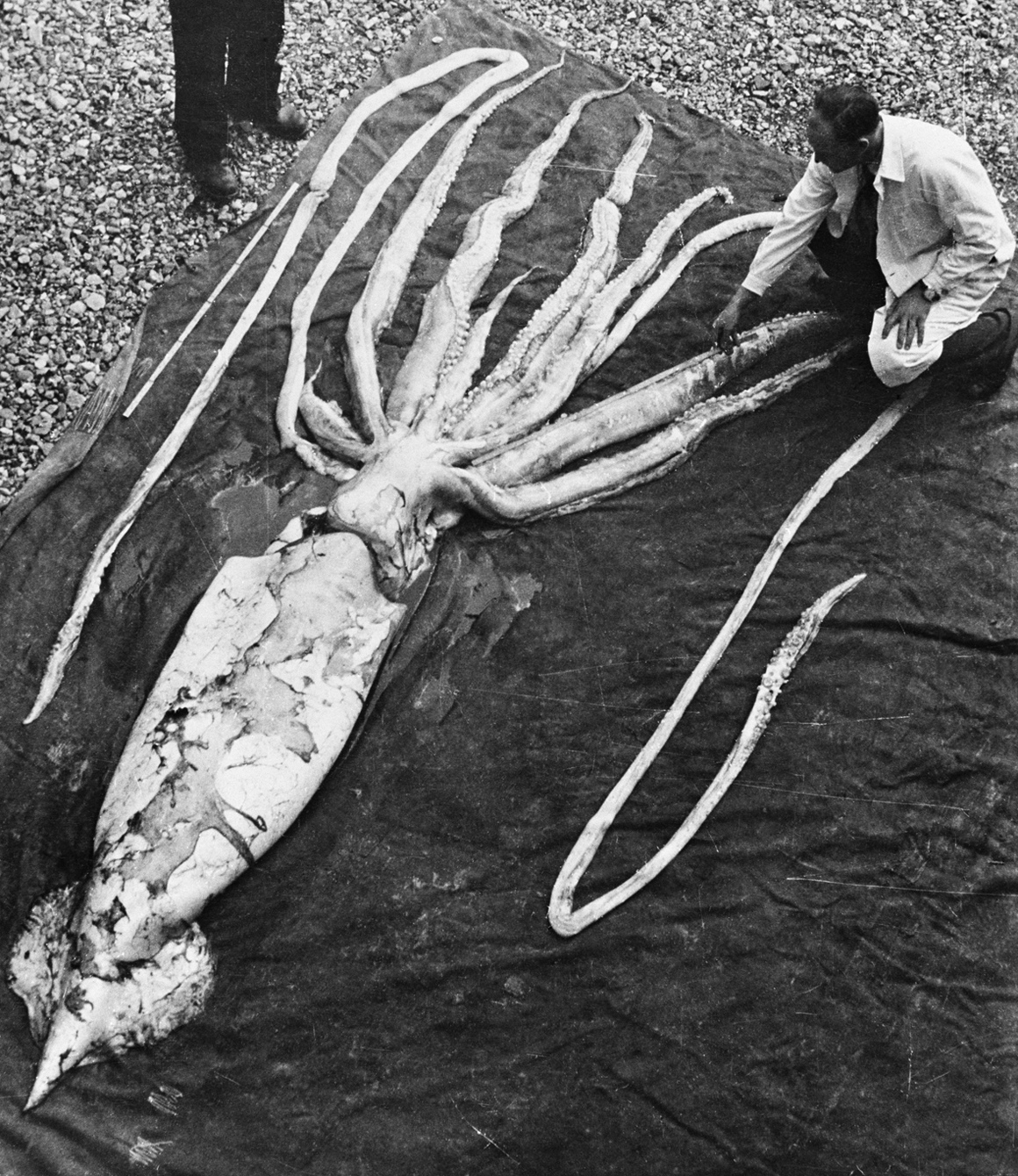
سبيدج عملاق يصل طوله 2و9 متر.

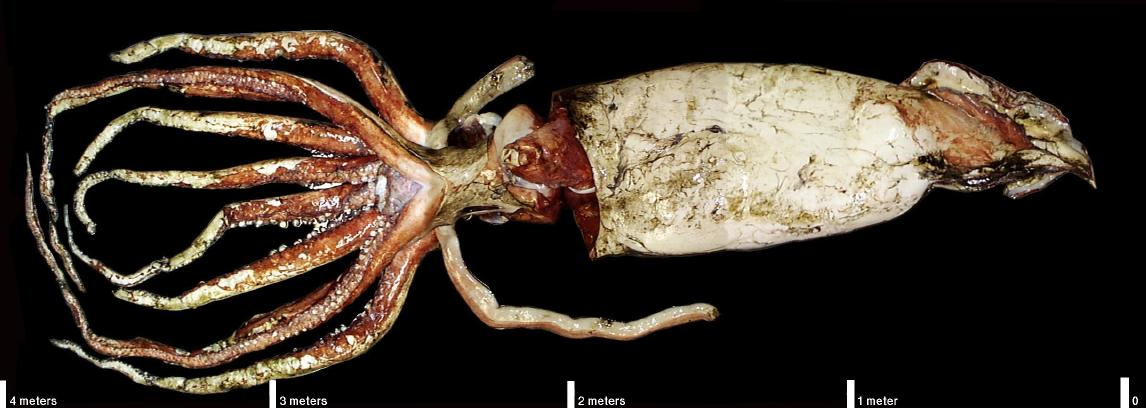
سبيدج ضخم يبلغ طوله أكثر من 4 أمتار وهذا من دون حساب طول مِجَسّتا التغذي الطويلتان

السَّبِيدَج العِمْلاق أو الصَبِّيدَج العملاق (بالإنجليزية: Giant squid)‏ وهو أشد أنواع السَبادِج   هولا وضخامة بعد السبيدج الضخم (بالإنجليزية: Colossal squid)‏ ويعتبر أيضاً أكبر اللافقاريات أو الحيوانات التي ليس لها عمود فقري.

## الخصائص الفيزيائية
ربما يكون السبيدج العملاق أكثر سكان المحيط غموضا وفظاعة برأسه الغريب الذي ينتهي بما يشبه منقار الببغاء وجسمه الذي يشبه الطوربيد والأطراف الطويلة المنتهية بمصاصات والتي يستخدمها في القبض على فريسته وعصرها. انه يفترس أي شيء يقع في يده ما عدا المواد الخضرية.
انه حيوان من فصيلة الرخويات مثل الأخطبوط المعروف وأسماك السبيدج بأنواعها والتي يشبهها شبها كبيرا ما عدا في الحجم. ان السبيدج العملاق قد يصل إلى ثمانية عشر أو عشرين أو ثلاثين مترا.
ان منطقة حياته المفضلة هي الاعماق ونادرا ما يظهر على سطح الماء. انه يتحرك بنفس الطريقة التي تتحرك بها الطائرة النفاثة فيقذف امامه دفعات كبيرة من الماء عن طريق جهاز ماص وعندما يكون عليه أن يختبر قوته أمام حوت العنبر عدوه اللدود والتقليدي فانه مخزونه من الأسلحة السرية ومن بينها تيار الحبر الشهير الذي يغطي به انسحابه. ان هذا السبيدج العملاق يوجد بألوان عديدة تتراوح بين الأخضر والأحمر الطوبي. بين وقت وآخر نسمع عن سبيدج ألقت به الأمواج بطريقة غامضة على الشاطئ وهناك نظريات عديدة في تفسير هذا الأمر وربما يكون المد أو تغييرات معينة في تيار البحر هي المسؤلة عن ذلك. ربما تكون الحويات الضخمة لهذا السبيدج والتي تظهر فوق السطح هي السبب وراء ظهور أسطورة حياة البحر. وفي صراعه ضد حوت العنبر عدوه التقليدي يخرج السبيدج العملاق مهزوما في كل مرة تقريبا مع افراز حبره المشهور في الماء فيحوله بذلك إلى جسم معتم ان ذلك لا يساعده كما لا تساعده المصاصات الرهيبة في أطرافه الطويلة وقد أمكن تخمين حجم السبيدج المسؤول عن أحداث هذه الكدمات والعلامات في أجسام الحيتان وذلك بالقياس إلى حجم هذه العلامة نفسها.

## حوادث
هناك حوادث مؤكدة لكنها نادرة حيث هاجم السبيدج العملاق بعض القوارب وفي القرن الماضي هوجم قارب صيد بواسطة واحد من هذه العماليق في نيوفوندلاند ويرجع الفضل إلى شجاعة واحد من البحارة حيث بتر أحد أطراف سبيدج عملاق ببلطة وبذلك أجبره على الانصراف ويوجد الكثير من الحوادث الأخرى التي نسمع بها يوميا.

## مشاهدات حديثة
شوهدت في السنوات الأحيرة عدة من السبادج العملاقة:
- في سبتمبر 2003 عثر علماء أسبان على سبيدجين عملاقين بالقرب

من الساحل الشمالي لأسبانيا وقاموا باصتيادهما أحياء ولكنهما لم يبقيا على قيد الحياة طويلا. الكبير منهما وصل طوله إلى نحو 11 متر ويزن 140 كيلوجرام.
- وفي 7 سبتمبر 2005 نجح علماء من اليابان «تسونامي كبوديرا» و«ياسوهيرو كوياما» من المتحف العلمي الوطني بطوكيو بواسطة كاميره خاصة بأعماق البحار بتصوير فيديو على عمق 240 إلى 940 متر بالقرب من «جزر أوجازاوارا» بغرب المحيط الهادئ. وفيها يرى السبيدج العملاق يقوم بهجمات عديدة على ما أنزله العلماء من فريسة لاجتذابه.[8][9][10]

فقد سبيدج عملاق أحد ذراعي الصيد عند اشتباكه بسنارة الطعم. وعندما كان منقضاً على الطعم أصدر ضيائية حيوية.
وصل مجسا الصيد للسبيدج العملاق طول 5.5 متر مما يعني أن طوله بالكامل نحو 8 أمتار. وقد لوحظ أن هذا الحيوان نشيط في الصيد وعدائي. وقد كانت هي الصور الأولى التي تُلتقط للسبيدج العملاق مكان حياته الطبيعي.

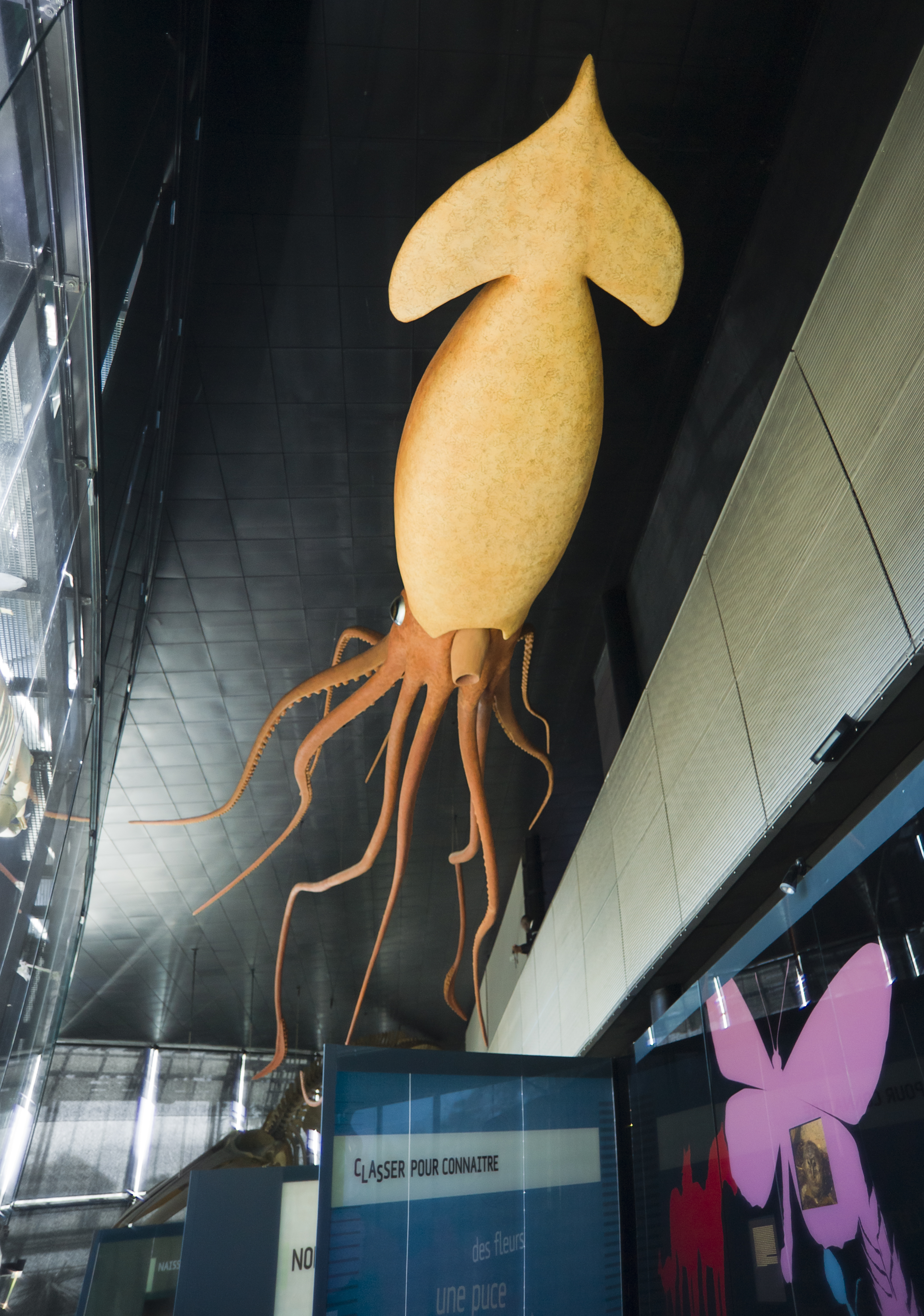
اعادة تشكيل السبيدج العملاق Architeuthis dux - متحف تولوز بفرنسا.

- في يوليو 2007 وجد سبيدج عملاق ميت على شاطيء تسمانيا يبلغ طول بدنه 2 متر وطوله بالكامل 8 متر.[14]
- في 30 يوليو 2009 عثر على سبيدج عملاق على عمق 1500 متر في خليج المكسيك، وأخرج من البحر هناك. وقام باصتياده مجموعة من وزارة الداخلية للولايات المتحدة، كانوا يعملون على سطح السفينة العلمية «جوردون جونتر». وصل وزن الحبار العملاق نحو 50 كيلوجرام.[15]
- في شهر يوليو 2012 استطاع الباحث الياباني في علوم البحار «تسونامي كبوديرا» من متحف العلوم الوطني بطوكيو من تصوير سبيدج عملاق في بيئته الطبيعية. وقام بالتصوير على أعماق بين 600 و900 متر بالقرب من «جزر تشيشي».[16]
- في يناير 2013 استطاعت مجموعة علمية تعمل لصالح دسكفري تشانيل

ويظهر في الفيديو السبيدج العظيم بوضوح أنه أكبر كثيرا من الغواصة نفسها البالغ طولها 5و3 متر.وتبدو اطرافه الطويلة مبتورة، وربما التهمها أحد الحيتان الكبيرة. سويا بأطرافه الطويلة لكان يبلغ طوله الكلي نحو 9 أمتار.
وقد استمرت المجموعة في محاولات تصويره حتى نجحوا في ذلك. وقد صرحوا فيما بعد أنهم كانوا خائفين من هذا السبيدج العملاق على الرغم من استعدادهم للقيام بهذا التصوير.

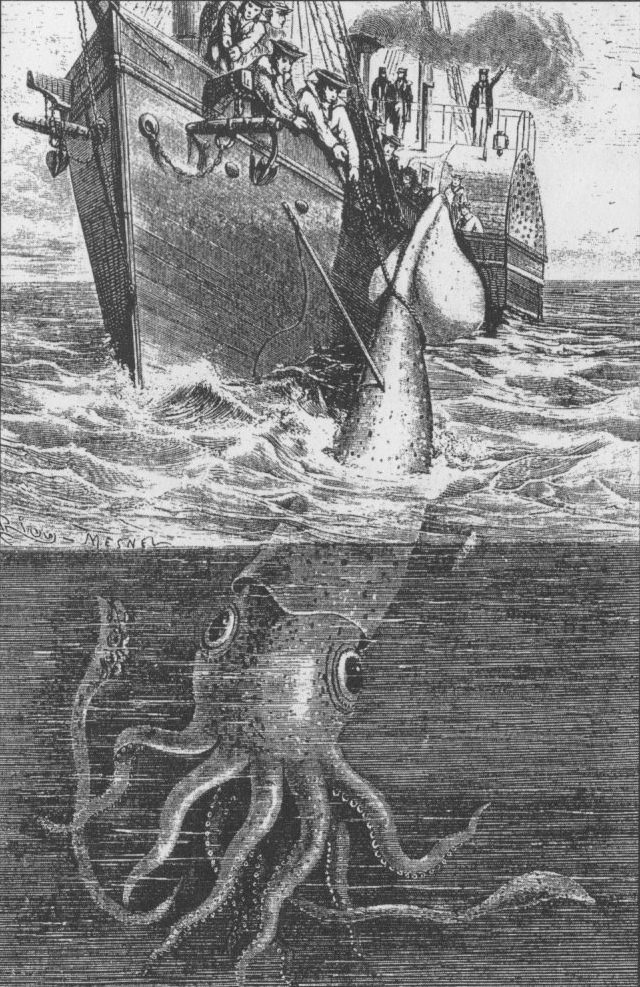
بحارة يحاربون سبيدجاً عملاقاً

## اقرأ أيضا
- حبار
- قرش عظيم الفم
- قرش المطرقة